# 부여중학교
부여중학교(扶餘中學校)는 대한민국 충청남도 부여군 부여읍 동남리에 있는 공립 중학교이다.

## 학교 연혁
- 1946년 9월 20일 : 부여 공립 초급 중학교 설립 인가(3년제)
- 1946년 10월 20일 : 개교 및 입학식 거행
- 1949년 9월 28일 : 부여 공립중학교로 변경(6년제)
- 1951년 8월 30일 : 부여 중·고등학교 분리 인가(학제개편)
- 1952년 12월 9일 : 부여군 석탑로 14 (동남리, 부여중학교)로 이전
- 1959년 5월 30일 : 부여여자중학교 분리 인가
- 2011년 2월 28일 : 본동 동관 건물 증축(도서관 및 영어전용교실)
- 2021년 12월 1일 : 인조잔디 운동장 개장
- 2023년 9월 1일 : 제31대 민봉기 교장 부임
- 2024년 1월 9일 : 제74회 졸업식(102명, 누계 23,139명)
- 2024년 3월 4일 : 입학식(102명 입학)

## 참고 자료
- 부여중학교 - 한국교육학술정보원 학교알리미